# Bunn (ort)
Bunn är en småort i Ölmstads socken i Jönköpings kommun och län, belägen några km söder om Gränna och öster om Ölmstad där avfart finns från Grännavägen (gamla Riksettan). Området norr om sjöarna Bunn och Ören kan nås via länsväg 133 Gränna-Tranås.
Bunn är ett frekventerat fritids- och sommarstugeområde. John Bauerleden, vandringsleden Gränna-Huskvarna, går genom orten.
Samhället Bunn fick sitt namn vid 1900-talets början då järnvägen Jönköping-Vireda byggdes. Sjön vid den hette Bunn, och man valde mellan det namnet och Finnarp, gården söder om sjön. Bunn blev alltså namnet på järnvägsstationen kring vilken bebyggelsen utvecklats.
Från 1894 till 1935 hade Bunn järnvägsstationen Bunns station vid JGJ Järnväg, Gripenbergsbanan, i folkmun kallad "Trådrullatåget". Bunn var ofta mål för utflyktsresor från Huskvarna och Jönköping.